# Sân vận động Fadil Vokrri
Sân vận động Fadil Vokrri (tiếng Albania: Stadiumi Fadil Vokrri), trước đây được gọi là Sân vận động Thành phố Pristina (tiếng Albania: Stadiumi i qytetit të Prishtinës), là một sân vận động đa năng ở Priština, Kosovo, được sử dụng chủ yếu cho các trận đấu bóng đá và là sân nhà của FC Prishtina và đội tuyển bóng đá quốc gia Kosovo. Sân vận động có sức chứa 13.500 người.

## Lịch sử
Việc xây dựng sân vận động được bắt đầu vào năm 1951 và từ năm 1953, sân đã được FC Prishtina sử dụng. Vào ngày 9 tháng 6 năm 2018, sân vận động được đổi tên từ Sân vận động Thành phố Pristina thành Sân vận động Fadil Vokrri, sau cái chết của Fadil Vokrri cùng ngày, người từng là quản lý bóng đá, cầu thủ và cuối cùng là chủ tịch Liên đoàn bóng đá Kosovo. Sự thay đổi được Shpend Ahmeti, Thị trưởng của Priština, công bố.

### Sự kiện đáng chú ý

#### Các buổi hòa nhạc quốc tế
Vào ngày 17 tháng 12 năm 2007, sân vận động lần đầu tiên được lấp đầy bởi 25.000 người sau Chiến tranh Kosovo trong một buổi hòa nhạc của rapper người Mỹ 50 Cent. Vào ngày 10 tháng 7 năm 2010, rapper người Mỹ Snoop Dogg đã biểu diễn trong sân vận động. Đây là buổi hòa nhạc quốc tế thứ hai được tổ chức tại Priština sau buổi hòa nhạc 50 Cent vào năm 2007 và hơn 10.000 người đã tham dự buổi hòa nhạc.
Vào ngày 15 tháng 7 năm 2012, rapper người Albania Unikkatil đã tổ chức một buổi hòa nhạc, đây là buổi hòa nhạc lớn nhất của người Albania từng được tổ chức và 25.000 khán giả đã tham dự buổi hòa nhạc để xem "Vua" của nhạc rap Albania.

#### Các trận đấu quốc tế
Vào ngày 7 tháng 9 năm 2002, sân đã tổ chức trận đấu quốc tế đầu tiên sau Chiến tranh Kosovo, đó là trận đấu giao hữu giữa Kosovo với Albania và kết thúc với chiến thắng 0–1 cho Albania.
| #  | Ngày                 | Giải đấu                       | Đối thủ         | Kết quả | Khán giả | Tham khảo       |
| -- | -------------------- | ------------------------------ | --------------- | ------- | -------- | --------------- |
| 1  | 7 tháng 9 năm 2002   | Giao hữu                       | Albania         | 0–1     | 25.000   | [ 8 ] [ 9 ]     |
| 2  | 17 tháng 2 năm 2010  | Giao hữu                       | Albania         | 2–3     | 10.000   | [ 10 ] [ 11 ]   |
| 3  | 7 tháng 9 năm 2014   | Giao hữu                       | Oman            | 1–0     | 10.700   | [ 12 ]          |
| 4  | 10 tháng 10 năm 2015 | Giao hữu                       | Guinea Xích Đạo | 2–0     | 6.700    | [ 13 ]          |
| 5  | 13 tháng 11 năm 2015 | Giao hữu                       | Albania         | 2–2     | 38.000   | [ 14 ]          |
| 6  | 10 tháng 9 năm 2018  | UEFA Nations League 2018-19 D3 | Quần đảo Faroe  | 2–0     | 12.667   | [ 15 ]          |
| 7  | 11 tháng 10 năm 2018 | UEFA Nations League 2018-19 D3 | Malta           | 3–1     | 12.365   | [ 16 ]          |
| 8  | 20 tháng 11 năm 2018 | UEFA Nations League 2018-19 D3 | Azerbaijan      | 4–0     | 13.000   | [ 17 ]          |
| 9  | 21 tháng 3 năm 2019  | Giao hữu                       | Đan Mạch        | 2–2     | 13.000   | [ 18 ]          |
| 10 | 25 tháng 3 năm 2019  | Vòng loại Euro 2020            | Bulgaria        | 1–1     | 12.580   | [ 19 ]          |
| 11 | 7 tháng 9 năm 2019   | Vòng loại Euro 2020            | Cộng hòa Séc    | 2–1     | 12.678   | [ 20 ]          |
| 12 | 10 tháng 10 năm 2019 | Giao hữu                       | Gibraltar       | 1–0     | 12.000   | [ 21 ]          |
| 13 | 14 tháng 10 năm 2019 | Vòng loại Euro 2020            | Montenegro      | 2–0     | 12.494   | [ 22 ]          |
| 14 | 17 tháng 11 năm 2019 | Vòng loại Euro 2020            | Anh             | 0–4     | 12.326   | —               |
| 15 | 6 tháng 9 năm 2020   | UEFA Nations League 2020-21 C3 | Hy Lạp          | 1–2     | 0        | —               |
| 16 | 11 tháng 10 năm 2020 | UEFA Nations League 2020-21 C3 | Slovenia        | 0–1     | 0        | —               |
| 17 | 18 tháng 11 năm 2020 | UEFA Nations League 2020-21 C3 | Moldova         | 1–0     | 0        | —               |
| 18 | 24 tháng 3 năm 2021  | Giao hữu                       | Litva           | 4–0     | 0        | [ 23 ]          |
| 19 | 28 tháng 3 năm 2021  | Vòng loại World Cup 2022       | Thụy Điển       | 0–3     | 0        | Chi tiết (FIFA) |
| 20 | 1 tháng 6 năm 2021   | Giao hữu                       | San Marino      | 4–1     | 0        |                 |
| 22 | 5 tháng 9 năm 2021   | Vòng loại World Cup 2022       | Hy Lạp          | 1–1     | 1.200    | Report (FIFA)   |
| 23 | 8 tháng 9 năm 2021   | Vòng loại World Cup 2022       | Tây Ban Nha     | 0–2     | 1.200    | Report (FIFA)   |
| 24 | 12 tháng 10 năm 2021 | Vòng loại World Cup 2022       | Gruzia          | 1–2     | 3.550    | Report (FIFA)   |

#### Các trận đấu châu Âu
Sân vận động đã tổ chức vòng sơ loại UEFA Champions League 2019-20.
Các câu lạc bộ tham gia là:
- Lincoln Red Imps
- FC Santa Coloma
- Tre Penne
- Feronikeli

### Khánh thành
Vào ngày 13 tháng 8 năm 2018, sau khi cải tạo, đã tổ chức Siêu cúp Kosovo 2018 giữa những đội vô địch Giải bóng đá vô địch quốc gia Kosovo 2017-18, Drita và Cúp Kosovo 2017-18, Prishtina. Trận đấu được tổ chức lần đầu tiên tại Sân vận động Fadil Vokrri mới được tân trang lại.
| Drita                                            | 2–1      | Prishtina             |
| ------------------------------------------------ | -------- | --------------------- |
| Fidan Gërbeshi 64' (ph.đ.) · Betim Haxhimusa 82' | Chi tiết | Gauthier Mankenda 34' |

| Drita | Prishtina |

| 31               | Edvan Bakaj           |
| 5                | Ardian Limani         |
| 4                | Fidan Gërbeshi 43'    |
| 13               | Liridon Leci 67'      |
| 11               | Përparim Livoreka 85' |
| 7                | Endrit Krasniqi 90+4' |
| 25               | Bujar Shabani         |
| 27               | Eri Lamçja 55' 75'    |
| 10               | Xhevdet Shabani       |
| 93               | Haxhi Neziraj         |
| 22               | Betim Haxhimusa       |
| Dự bị:           |                       |
| 1                | Leutrim Rexhepi       |
| 99               | Dorant Ramadani       |
| 23               | Arbër Shala           |
| 8                | Edenilson             |
| 14               | Fillonit Shaqiri 75'  |
| 16               | Albin Krasniqi 90+4'  |
| 74               | Zgjim Mustafa         |
| Huấn luyện viên: |                       |
| Bekim Isufi      |                       |

| 12               | Visar Bekaj         |
| 2                | Armend Thaqi        |
| 8                | Ahmet Haliti        |
| 3                | Jamal Arago         |
| 13               | Abdul Bashiru       |
| 21               | Argjend Mustafa     |
| 66               | Ergyn Ahmeti        |
| 15               | Gauthier Mankenda   |
| 17               | Arbër Hoxha         |
| 19               | Alen Jasharoski 84' |
| 9                | Basit Abdul Khalid  |
| Dự bị:           |                     |
| 1                | Alban Muqiqi        |
| 88               | Përparim Osmani     |
| 16               | Donat Hasanaj       |
| 5                | Diar Miftaraj       |
| 7                | Lorik Boshnjaku 84' |
| 26               | Liridon Fetahaj     |
| 22               | Kastriot Selmani    |
| Huấn luyện viên: |                     |
| Mirel Josa       |                     |